# 4thGAS
4thGAS（フォースガス）は北海道を代表する日本のビートボックスグループ。

## 概要
HIROは中学3年の時からTATSUAKIと親交があった。結成前より4人のグループLINEはあったというが、TATSUAKIの声掛けにより本格的に結成した。結成時SHOW-GOは大学1年生であり、金髪であった。banvox「Watch me」のカバー動画をYouTubeに投稿したことから活動が始まった。結成当時は帯広のコンビニの前で3時間のストリートライブを決行したこともあったという。最初の1年は各地でライブを行っていた。
札幌コレクション2019ではSHOW-GOがリハーサルに参加できずTATSUYAが代わりに演奏しており、後にTATSUAKIは「伝説の4thGAS」と語っている。
2021年5月31日にはThe Wulu Bunun&David Darlingの楽曲「Pis Lai」をアレンジしたGBB2021クルー部門のワイルドカードを投稿し、8位という結果を残した。

## メンバー
- SHOW-GO
- TATSUAKI
- HIRO
- Fuga